# Jean-Marc Bosman
Jean-Marc Bosman (ur. 30 października 1964) – belgijski piłkarz, występujący na pozycji pomocnika, w latach 1983–1996 w klubach Standard Liège, RFC Liège, Olympique Saint-Quentin, CS Saint-Denis, USL Dunkerque, ROC Charleroi-Marchienne i CS Visé.

## Wpływ na prawo materialne Unii Europejskiej
Wygrał spór prawny z byłym pracodawcą Royal Football Club de Liège,  a kazus przełomowego orzeczenia Trybunału Sprawiedliwości UE nazwano prawem Bosmana.